# Tecnología industrial

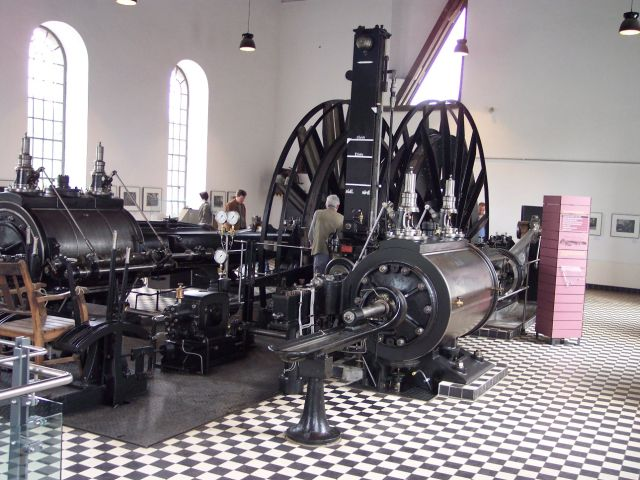
Motor de bobinado de vapor Zeche Nachtigall. Tecnología industrial en Alemania.

La tecnología industrial es el uso de la ingeniería y la manufactura para hacer una producción más rápida, simple y más eficiente. El campo de la tecnología industrial emplea a personas creativas y técnicamente competentes que pueden ayudar a una empresa lograr una productividad eficiente y rentable.
Programas de tecnología industrial suelen incluir instrucciones en la teoría de optimización, factores humanos, comportamiento organizacional, procesos industriales, procedimientos de planificación industrial, aplicaciones informáticas, y preparación de informes.
Planificar y diseñar procesos de manufactura y equipo es un aspecto principal de ser un tecnólogo industrial. Un tecnólogo industrial es a menudo responsable de la implementación de ciertos diseños y procesos. La tecnología Industrial consiste en la gestión, operación y mantenimiento de sistemas operativos complejos.
En una orientación más ingenieril, la tecnología industrial amplía los conocimientos científicos, técnicos, económicos y medioambientales; se incide en profundidad en los elementos de máquinas y sistemas, en los sistemas neumáticos y en los aspectos sociales y medioambientales de la técnica, así como en las diversas normas de seguridad exigibles en toda actividad laboral.
Abre caminos de aplicaciones concretas y prácticas de otras disciplinas científicas, a la vez que vertebra aquellos conocimientos necesarios para abordar estudios superiores.

## Acreditación y certificación
La Asociación de Tecnología, Gestión e Ingeniería Aplicada (ATGIA), acredita programas universitarios seleccionados de tecnología Industrial en EE. UU. Un instructor o graduado de un programa de tecnología Industrial puede optar por convertirse en un Administrador de Tecnología Certificada (ATC) presentando un riguroso examen administrado por ATGIA cubriendo la Planificación de producción y Control, Seguridad, Calidad y Gestión/Supervisión.
El programa de acreditación de la TGIA es reconocido por el Consejo para la Acreditación de la Educación Superior (CAES) para la acreditación de los programas de tecnología Industrial. CAES reconoce a ATGIA en los EE. UU. para la acreditación de asociados, bachilleratos y programas de maestría en la tecnología, tecnología aplicada, ingeniería de la tecnología y las disciplinas relacionadas con la tecnología por las instituciones nacionales o regionales acreditadas en los Estados Unidos. (2011)

## Conocimiento básico
La tecnología Industrial incluye un amplio tema y podría ser visto como una derivada de la ingeniería industrial y temas de negocios con un enfoque en la practicidad y la gestión de los sistemas técnicos con menos énfasis en la ingeniería real de esos sistemas.
Un currículo típico en una universidad de cuatro años podría incluir cursos sobre procesos de fabricación, la tecnología y el impacto en la sociedad, los sistemas mecánicos y electrónicos, garantía de calidad y el Control, ciencia de los materiales, de envases, producción y gestión de operaciones, y la planificación y el diseño de las instalaciones de fabricación. Además, el tecnólogo industrial puede tener la exposición a una mayor educación de estilo profesional en forma de cursos sobre manufactura de CNC, soldadura, y otras herramientas del comercio en la industria manufacturera. Esto diferencia el campo de la tecnología Industrial de otras disciplinas de la ingeniería y de negocios.

## Tecnólogo industrial
Los graduados del programa de tecnología Industrial obtienen una mayoría de los puestos que orientados a ingeniería y/o gestión. Desde que el puesto de "tecnólogo Industrial" no es un puesto de trabajo común en los Estados Unidos, el título de grado real obtenido es tapado por el título del trabajo que él o ella recibe. Títulos de trabajo típicos para tecnólogos industriales titulados incluyen gerente de producción, gerente de planta, director de proyecto, supervisor de producción, técnico de proyecto, tecnólogo de fabricación, tecnólogo de procesos, etc.
Un plan de estudios técnico puede enfocarse o especializarse en un área determinada de estudio. Ejemplos de esto incluyen electrónicos, fabricación, construcción, gráfico, automatización o robótica, CAD, nanotecnología, aviación, etc. La tecnología Industrial se considera una carrera que es separada y distinta a la de la ingeniería. El Consejo de Educación Superior (CES) reconoce la tecnología y la ingeniería como trayectorias profesionales independientes.

## El desarrollo tecnológico en la industria
Un tema importante de estudio es el desarrollo tecnológico en la industria. Esto se define como:
- La introducción de nuevas herramientas y técnicas para llevar a cabo tareas encomendadas en producción, distribución, procesamiento de datos (etc.);
- La mecanización del proceso de producción, o el logro de un estado mayor de autonomía de los sistemas de producción técnica de control humano, la responsabilidad, o la intervención;
- Cambios en la naturaleza y el nivel de integración de los sistemas técnicos de producción o una mayor interdependencia;
- El desarrollo, utilización y aplicación de nuevas ideas científicas, conceptos y la información en la producción y otros procesos; y
- La mejora de las capacidades técnicas de rendimiento, o el aumento de la eficiencia de las herramientas, equipos y técnicas en la realización de tareas encomendadas.

Los estudios realizados en este ámbito a menudo emplean una metodología multi-disciplinaria de investigación y cambio hacia el análisis más amplio de negocios y crecimiento económico. Los estudios se basan a menudo en una mezcla de la investigación de campo industrial y el análisis de datos que pretenden ser de interés y utilidad para los profesionales en la gestión empresarial y la inversión, así como académicos. En ingeniería, construcción, textil, comida y drogas, química y petróleo, y otras industrias, el enfoque ha estado en no sólo en la obstaculización de la naturaleza, factores facilitadores y utilización de nuevas tecnologías, sino también en el impacto de las nuevas tecnologías en la organización de la producción de las empresas y los diversos aspectos sociales y otros más amplios del proceso de desarrollo tecnológico.
¿Cómo y cuándo el desarrollo tecnológico en la industria se realiza?:
1. Procesos tecnológicos basados siempre en el material, equipo, habilidades humanas y de las circunstancias de funcionamiento.
2. Si alguno de estos parámetros ha cambiado, tenemos que volver a calibrar esta tecnología para que coincida con el producto diseñado.
3. Está calibración no puede ser considerada como un cambio en la tecnología, porque la tecnología industrial no es más que una guía de la ingeniería para lograr la especificación requerida del producto diseñado.
4. Para calibrar cualquier tecnología industrial, debemos hacer una copia documentada de experimentos de fabricación hasta coincidir las especificaciones del producto final basado en la tecnología original, nuevos parámetros modificados y fundamentos científicos.
5. Finalmente se debe hacer la documentación del nuevo cambio para que resulte como una nueva adición.
6. Cualquier aplicación de la tecnología industrial por primera vez o después de mucho tiempo,  deben ser probados por nuevas muestras.